# Les Tisserands

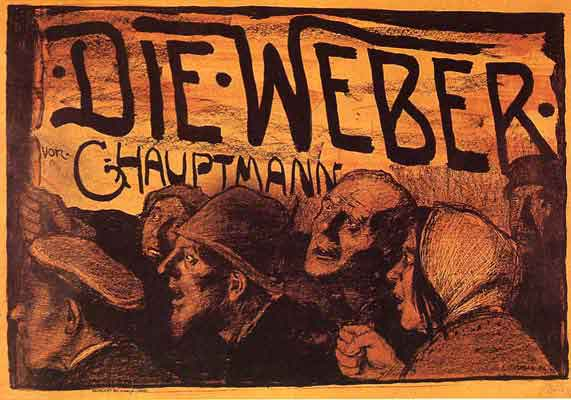
Affiche d'Emil Orlik pour la pièce de Gerhart Hauptmann dont est tiré Les Tisserands.

Les Tisserands (Die Weber) est un film allemand réalisé par Friedrich Zelnik, sorti en 1927. Ce film est l'adaptation de la pièce du même nom écrite par Gerhart Hauptmann, elle-même basée sur un événement réel,.

## Synopsis
Pendant les années 1840, des tisserands silésiens montent une grève à cause de l'impact de la Révolution industrielle sur leurs vies.

## Fiche technique
- Titre : Les Tisserands
- Titre original : Die Weber
- Réalisation : Friedrich Zelnik
- Scénario : Fanny Carlsen, Willy Haas
- Cinématographie : Frederik Fuglsang, Friedrich Weinmann
- Décorateur : Andrej Andrejew
- Maquilleur, coiffeur : Paul Dannenberg
- Peintre : George Grosz
- Musique : Willy Schmidt-Gentner
- Pays d'origine : Allemagne  République de Weimar
- Sociétés de production : Zelnik-Film
- Longueur : 93 minutes, 2 660 mètres
- Format : Noir et blanc - 1,33:1 - Muet
- Dates de sortie :
  - Allemagne  République de Weimar : 14 mai 1927
  -  États-Unis : 5 octobre 1929

## Distribution
- Paul Wegener : Dreißiger
- Valeska Stock : madame Dreißiger
- Hermann Picha : Baumert
- Hertha von Walther : Emma, une de ses filles
- Camilla von Hollay : Bertha, un de ses filles
- Arthur Kraußneck : le vieux Hilse
- Hans Heinrich von Twardowski : Gottfried Hilse, son fils
- Dagny Servaes : Luise Hise, dessen Frau
- William Dieterle : Moritz Jäger
- Theodor Loos : le boulanger
- Georg John
- Georg Burghardt : le pasteur Kittelhaus
- Hanne Brinkmann : madamer Kittelhaus
- Julius Brandt : Neumann
- Emil Lind
- Hans Stemberg : un gendarme
- Willy Kruszinski : un policier
- Emil Biron : Frédéric-Guillaume IV de Prusse
- Georg Gartz
- Lya Mara